# Інфразвук
Інфразву́к (від лат. infra — нижче, під) — пружні хвилі, що поширюються в рідинах, газах та твердих деформовних тілах, енергія яких зосереджена в спектральних складових з частотами нижче 20 Гц. Така назва пов'язана з тим, що часто поняття звук використовують для характеристики хвильових збурень лише в частотному діапазоні, що сприймається людським вухом (20 Гц — 20 кГц). Інфразвукові хвилі генеруються великою кількістю різних природних процесів та багатьма типами джерел, що пов'язані з людською діяльністю. Однією з характерних особливостей інфразвуку є те, що інтенсивні інфразвукові сигнали важко генерувати без супутніх звуків чутного діапазону. Ця обставина суттєво ускладнює вивчення впливу інфразвуку на живі організми з постановкою відповідних експериментів. Тому значна частина публікацій стосовно різних аспектів проблеми інфразвуку базується на експериментальних даних для так званого низькочастотного звуку (1-250 Гц) .
Розуміння того, що чутні звуки породжуються тілами, що коливаються в повітрі, є одним із найдавніших коректних уявлень людини про навколишній світ. Коли було встановлено, що людина сприймає коливання частинок повітря як звук, стало зрозуміло, що в природі існують звуки поза межами чутного частотного діапазону. Чітке кількісне визначення частотного діапазону чутного звуку (20 Гц — 20 кГц) досить умовне і є результатом усереднення експериментальних даних для різних людей. Можливість провести відповідні експериментальні дослідження мав Р. Коніг (R. Koenig, 1832—1901), у якого був набір із 154 камертонів з власними частотами в діапазоні від 16 до 21845 Гц Початок спостереження за інфразвуковими хвилями та вивчення їх характеристик можна пов'язати з виверженням вулкану Кракатау в Індонезії в 1883 році. Інфразвукова хвиля, за спостереженнями показників барометрів, чотири рази обійшла земну кулю. Оскільки, за свідченнями місцевих жителів, звук виверження було чути на відстані лише більше трьох тисяч кілометрів, перше спостереження відкрило важливу властивість інфразвукових хвиль — екстремально низький рівень затухання при поширенні в атмосфері.
Значним стимулом для вивчення властивостей інфразвуку став вибух Сибірського метеориту в 1918 році. Наслідки цього вибуху спостерігалися на багатьох сейсмічних станціях та реєструвалися барометрами, інфразвукові коливання були зафіксовані навіть в столиці Сполучених штатів Вашингтоні . Оцінку потужності вибуху було виконано в роботі . Аналіз сейсмічних даних та даних про інтенсивність інфразвуку дозволили автору оцінити силу вибуху метеориту в 12.5 Мт (Мегатон) тринітротолуолу.
Історія вивчення характеристик інфразвуку та його впливу на живі істоти багата суперечливими твердженнями і публікаціями. Огляд публікацій до 2000 року приведено в звіті.

## Характеристики джерел інфразвуку в житті
Для характеристики природних та техногенних інфразвуків використаємо дані джерела http://ntp.niehs.nih.gov/ntp/htdocs/chem_background/exsumpdf/infrasound_508.pdf [Архівовано 25 січня 2017 у Wayback Machine.]. Тут наведено великій обсяг даних про інфразвук та його біологічну дію.
1. Природні джерела. В природі інфразвук генерується блискавками, водоспадами, океанічними хвилями, вітром, торнадо, землетрусами, вулканами, різкими змінами тиску в атмосфері. Вітрові потоки при швидкості вітру близько 100 км/год при взаємодії з перешкодами здатні генерувати інфразвук з інтенсивністю вище 100 дБ. При виверженні вулкану генеруються нестаціонарні звукові сигнали високої інтенсивності в діапазоні інфразвукових частот. В оглядовій публікації вказано на фактично виміряні величини акустичного тиску на відстані в 1 км, які перевищують 40 Па.
2. Джерела, що пов'язані з людською діяльністю. В оточуючому середовищі інфразвук генерується наземними транспортними засобами, літаками, швидкісними суднами та багатьма іншими індустріальними засобами. Значні рівні інфразвукових збурень можуть виникати при проведенні технологічних вибухових робіт. Виробничий інфразвук виникає за рахунок тих же процесів, що і шум чутних частот. Найбільшу інтенсивність інфразвукових коливань створюють машини і механізми, що мають поверхні великих розмірів, які здійснюють низькочастотні механічні коливання (інфразвук механічного походження), чи турбулентні потоки газів і рідин (інфразвук аеро- та гідродинамічного походження). Забруднення інфразвуком навколишнього середовища виникає при експлуатації вітрових електростанцій.

## Міфи стосовно властивостей інфразвуку
Майже одночасно із встановленням фактів існування досить інтенсивних інфразвукових хвиль навколо цього фізичного феномену почали створюватися легенди. Як перший приклад можна вказати на легенду, пов'язану з ім'ям видатного фізика Роберта Вуда (Robert Williams Wood, 1868—1955), що стосується використання сконструйованого ним пристрою для генерації інфразвуку в театрі. Начебто згенерований інфразвук викликав бурхливу реакцію публіки, породивши відчуття незрозумілого страху. Відносно цього епізоду в житті видатного фізика є запис, зроблений його біографом Вільямом Сібруком . Справді, в 1929 році на прохання режисера театру «Лайрик» («Lyric») Д. Мілера, Р. Вуд запропонував використати інтенсивні звуки низької частоти для створення певного емоційного ефекту, що мав створити супровідний фон в п'єсі при переносі дії на 145 років назад. В залі розмістили органну трубу, довшу за звичайні. Далі цитата з опису репетиції. «Тут включили „нечутну“ ноту Вуда. Виник ефект подібний тому, що передує землетрусу. Скло в канделябрах старовинного „Лайрик“ задзвеніло і всі вікна задрижали і хвиля страху поширилася на Шуфтсбюрі Авеню.» Легенда народилася дуже просто. З характеристики ноти «нечутна» зняли лапки. Ефект зовсім не був пов'язаний з інфразвуком. Існує, навіть, легенда про те, що причиною гніву богів, що наслали всесвітній потоп, був дуже дратуючий шум, створений людьми, який заважав богам спати.
Як відмічено автором ранні публікації результатів досліджень інфразвуку до середини 60-х років не викликали сенсацій. Однак, на його думку, через декілька років дослідження інфразвуку ввійшли в міфологічну фазу, яка продовжується й понині. Саме інтенсивний інфразвук вважається причиною катастроф, що концентруються в районі Бермудського трикутника. Великою мірою міфологізація ультразвуку, як фактора фізичного впливу на людину пов'язана з реакцією засобів масової інформації на піонерські публікації В. Гавро (V. Gavreau) наприкінці 60-х років 20 століття. В популярних текстах стверджувалося про значну небезпеку для здоров'я людини та величезну руйнівну силу інфразвуку, аж до здатності руйнувати будинки. Не дивлячись на велику кількість накопичених на сьогодні достовірних даних відносно дії інфразвуку певні омани відносно цього фактора залишаються і зараз. В певному сенсі нову сторінку в дослідженні впливу інфразвуку на живі організми відкривають роботи, що пов'язані з дослідженням механічної дії інфразвукових коливань на функціонування клітин. Саме на такому рівні представлено аналіз проблеми виникнення вібро-акустичної хвороби.

## Вплив інфразвуку на живі організми
Існує величезна кількість публікацій, в яких містяться посилання на різного типу негативні наслідки від дії інфразвуку на людей. Як одна із причин таких негативних наслідків відмічається та обставина, що в інфразвукових хвилях присутні складові з частотами, що збігаються з характерними частотами (різного типу ритмами — альфа-ритм, тета-ритм та ін.), що фіксуються в електроенцефалограмах. При цьому не звертається увага на те, що йдеться про сигнали фізично різної природи — електричні та акустичні (механічні). Крім того, вказуючи на можливі прояви резонансних явищ слід мати на увазі, що для їх виникнення не достатньо лише однаковості частот (див. резонанс). Інформаційний простір наповнюється великою кількістю «страхів» відносно негативного впливу інфразвуку. Контрольовані дослідження чітко вказують на помилковість багатьох тверджень, як можна бачити з огляду. Відносно довгого списку можливих небезпек, серед яких вказувалось, навіть, на стимулювання росту ракових пухлин звуками з частотою 37.3 Гц, автор вказує на необхідність «строго підкреслити, що жодне із побоювань не має достатніх підстав і їх слід розглядати, як чисту спекуляцію». В той же час і автор вказаного огляду, і в багато інших публікацій вказують на суттєву роль психологічного фактору в реакції на низькочастотні звуки і вібрації. Зараз особливий інтерес до ролі цього фактору пов'язаний з дослідженнями синдрому вітрових електростанцій, при роботі яких генеруються інфразвукові хвилі.

## Поширення інфразвуку
Оскільки інфразвук слабо поглинається, він розповсюджується на великі відстані та може попереджати про стихійне лихо. Здатність інфразвукових сигналів поширюватися на великі відстані в атмосфері без значного затухання була використана при створенні мережі спеціальних станцій для прийому інфразвукових хвиль, породжених ядерними вибухами. Такі станції використовувались для контролю за проведення ядерних випробувань.
Низька частота (велика довжина хвилі), низький рівень затухання зумовлюють необхідність враховувати просторові зміни в характеристиках атмосфери при аналізі поширення інфразвуку. Значний вплив на швидкість поширення інфразвукових збурень має також вітер.  Тому така традиційна для характеристики звукових процесів величина, як швидкість звуку має розглядатися для інфразвуку як функція координат і часу. Для характеристики інфразвуку пропонують використовувати величину ефективної швидкості  , що визначається формулою
{\displaystyle c_{eff}={\sqrt {\gamma _{g}RT}}+{\vec {n}}\cdot {\vec {u}}}
Для атмосфери приймають {\displaystyle \gamma _{g}R=402.8m^{2}s^{-2}K^{-1}}. Температура визначається в градусах Кельвіна. Швидкість вітру враховується скалярним добутком вектора {\displaystyle {\vec {n}}}, що визначає вибраний напрям, з вектором швидкості вітру {\displaystyle {\vec {u}}}.

## Фізіологічна дія інфразвуку
Інфразвук невеликої потужності діє на барабанну перетинку вуха, викликає біль. Основною причиною швидкої втомлюваності є робота в цехах і шахтах, де працюють двигуни. Інфразвук частотою від 2 до 12,4 Гц сповільнює зорову реакцію. Люди стають неуважними, порушується робота організму, відбувається негативний вплив на слуховий і вестибулярний аналізатори, центральну нервову та серцево-судинну системи. Тривала дія інфразвуку викликає великі зміни клітин міокарду і судин. Великі зміни спостерігаються в судинах кори головного мозку: капіляри судин розширюються, порушується гомеостаз. При дії звуку з частотою 16 Гц і інтенсивністю 110—120 дБ відбуваються зміни (деформації) ядер в клітині і зміни в цитоплазмі, порушується обмін мікроелементів; порушуються функції зовнішнього дихання, функціональний стан нервової системи, що призводить до порушення біоенергетичних процесів. Біологічна дія інфразвуку пояснюється дією на паренхіму внутрішніх органів, внаслідок трансформації з механічної енергії в енергію біохімічних і біомембранних процесів.

## Військове застосування інфразвуку
Перше практичне використання інфразвукових хвиль сягає часів Першої світової війни, коли з використанням зареєстрованих низькочастотних сигналів намагалися визначати місце розташування артилерійських батарей. Надалі велика увага приділялася обговоренню можливості створення на основі використання інтенсивних інфразвукових хвиль не смертельної зброї. Більш перспективний вигляд мають дослідження, спрямовані на розробку засобів вгамування вуличних заворушень

## Практичне використання інфразвуку
Суттєвим стимулом для вивчення і практичного використання інфразвукових хвиль в атмосфері було прийняття міжнародним співтовариством Договору про всеосяжну заборону ядерних випробувань. Для контролю за виконанням умов договору планувалося створення спеціальної системи станцій спостереження, які здатні контролювати викликані ядерними вибухами зміни в характеристиках сейсмічних хвиль, появу певних радіоактивних забруднень в атмосфері, інфразвукових хвиль в атмосфері та в світовому океані. Із загального числа станцій спостереження майже 20 % складають станції моніторингу інфразвукових полей. Із 60 запланованих таких станцій на кінець 2011 року було сертифіковано 49. Ці станції зараз відіграють важливу роль в дослідженнях властивостей інфразвуку, що генерується різними природними джерелами — торнадо, грозами, метеорами, землетрусами, виверженнями вулканів, запусками потужних ракет. Інфразвукові хвилі поширюються в верхніх шарах атмосфери і можуть давати важливу інформацію про їх властивості. Аналіз поведінки великомасштабних збурень в верхніх шарах атмосфери дає важливу інформацію для розвитку сучасних методик контролю кліматичних змін на Землі .